# Viola adunca
Viola adunca — вид трав'янистих рослин родини Фіалкові (Violaceae), поширений у більш холодних областях Північної Америки. Етимологія: лат. aduncus — «вигнутий, кривий, зігнутий, гачкуватий»

## Опис
Є поліморфною багаторічною 1.8–30(35) см заввишки, з невеликою системою кореневищ. Каудекси присутні. Стебла 1–5, підняті, висхідні або лежачі, гладкі або запушені. Листя базальне і стеблове; базального 1–4; прилистки від лінійні до лінійно-ланцетних, поля цілі або поділені, верхівки від гострих до загострених; черешок 0.5–13.5 см, гладкий або запушений; листова пластина зазвичай ± яйцеподібні, іноді ± ниркоподібні чи довгасті, 0.5–6.9 × 0.4–5 см, основа серцеподібна, субсерцеподібна, урізана, поля від округло зубчастих до цілих, вершина від гострої до тупої, поверхні від гладких до рідко або щільно запушених; стеблові листки подібні до базальних за винятком: краї прилистків поділені, черешок 0.5–6.5 см, пластина 0.6–5.5 × 0.4–4.7 см.
Квітоніжка 1.7–13.8 см, гладка чи запушена. Квіти: чашолистки ланцетні, 0.5–2 мм; пелюстки від світло- до глибоко- лавандово-фіолетових на обох поверхнях, рідше білі, нижні 3 зазвичай білі базально, з темно-фіолетовими жилками, найбільш нижні 7–17(23) мм. Капсули коротко-яйцеподібні, 6–11 мм, гладкі. Насіння від темно-коричневого до оливково-чорного кольору, 1.5–2 мм.

## Поширення, екологія
Північна Америка: Ґренландія, Канада, США.
Це від сухих до вологих луки, відкритий ґрунт, у тому числі газони, вологі береги, краї луків, скелясті ділянки в хвойних або змішаних лісах, піщаний суглинок, альпійські райони, краї озер; 0–3800 м.

## Галерея

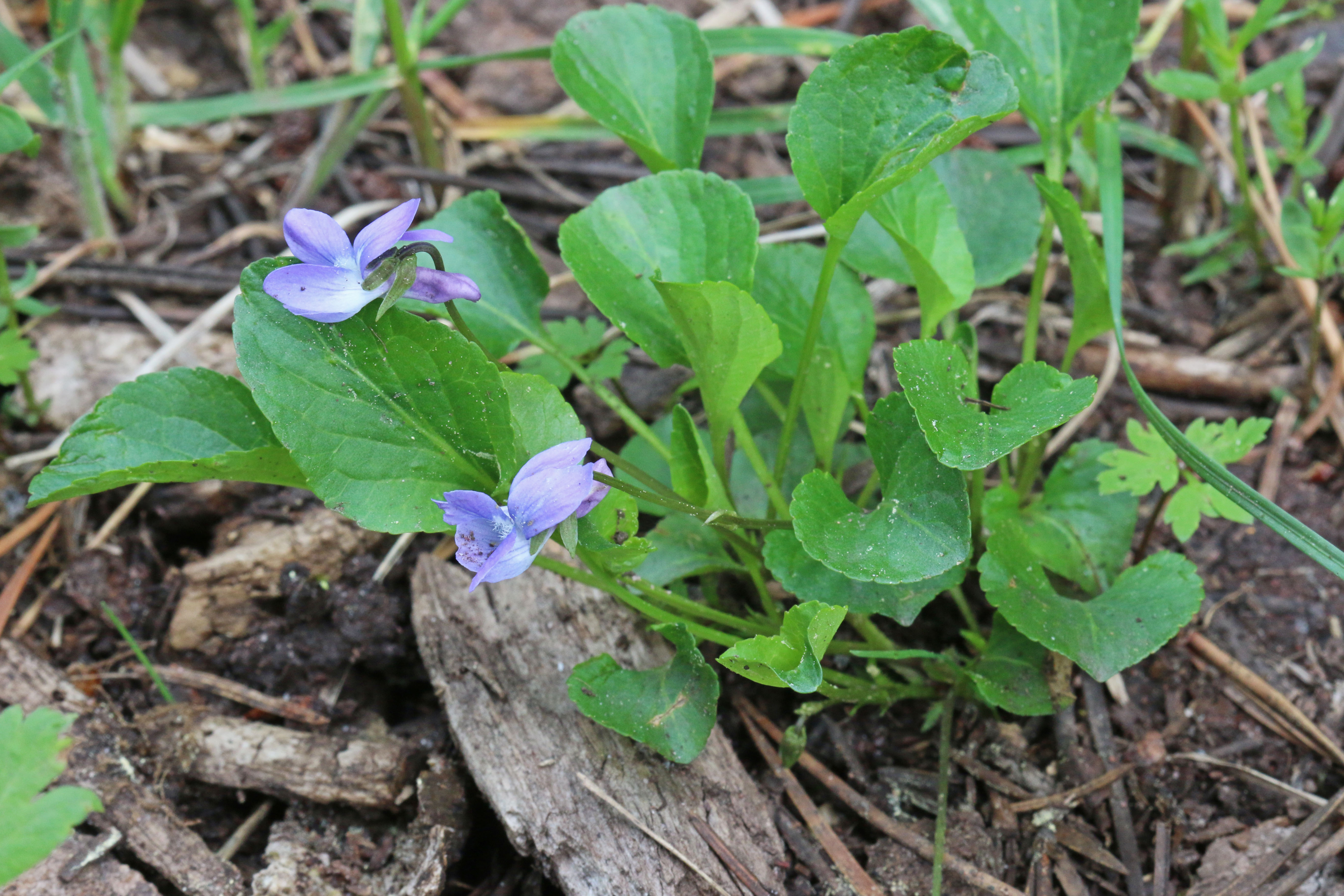
рослина
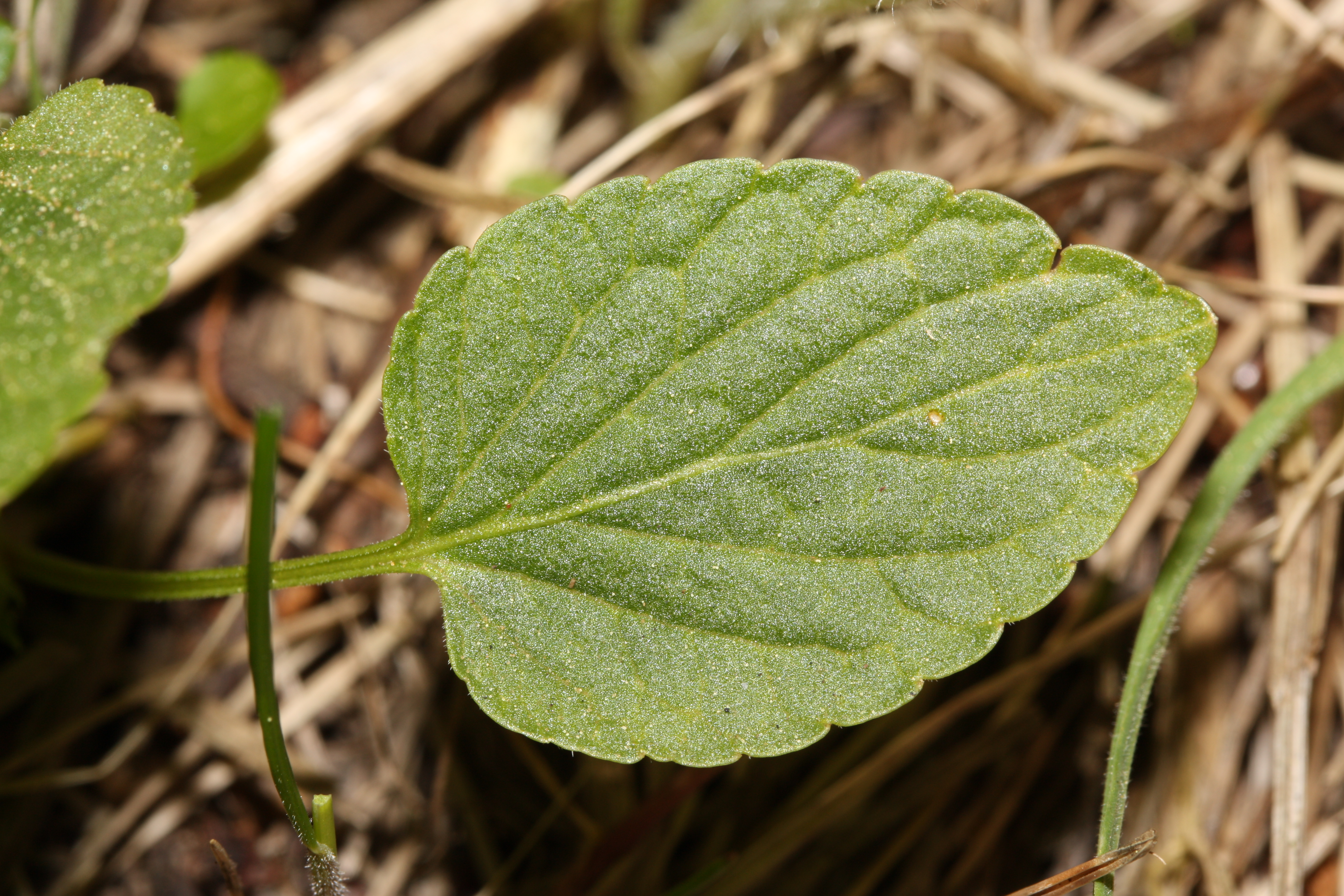
листя